# Chénas
Chénas är en kommun i departementet Rhône i regionen Auvergne-Rhône-Alpes i östra Frankrike. Kommunen ligger i kantonen Beaujeu som tillhör arrondissementet Villefranche-sur-Saône. År 2022 hade Chénas 534 invånare.

## Befolkningsutveckling
Antalet invånare i kommunen Chénas
| Referens: INSEE |